# 몰나르 페렌츠

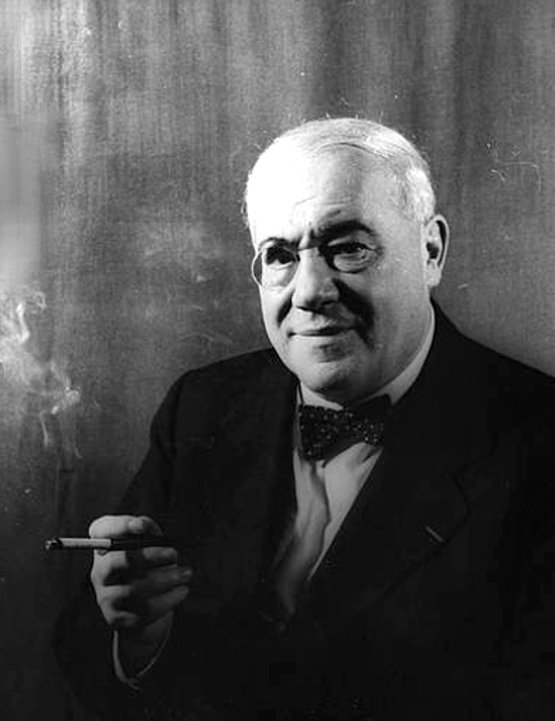
몰나르 페렌츠 (1941년)

몰나르 페렌츠(헝가리어: Molnár Ferenc, 1878년 1월 12일 ~ 1952년 4월 1일)는 헝가리의 극작가이다. 처음엔 가벼운 파르스로써 헝가리 도시생활의 유머를 발굴했다. <파우스트>의 현대판 <악마>가 그의 작품으로서는 처음으로 외국에서 공연되었다. <릴리옴>(1909)은 가장 잘 알려진 작품으로, 리얼리즘과 환상이 혼합되어 있는데, 나중에 미국에서 <카로젤(Carousel)>이라는 뮤지컬이 되었다. 그는 상당한 양의 희곡을 썼고 그 중 가장 매력있는 작품은 <유리구두>로서, 캐비넷 제조공을 주인공으로 한 신데렐라 이야기이다. 그는 견실한 테크닉과 뛰어난 대사로써 국제적인 명성을 얻어 그의 대부분의 작품이 영역되었다. 그 중에 <근위병>은 가장 유명하다. 1940년에 미국 시민이 되었고, 남편이 죽은 뒤 부인은 미국 연극계와 영화계에서 계속 일하였다.